# Route 211 (Terre-Neuve-et-Labrador)
Pour les articles homonymes, voir Route 211.
La route 211 est une route de Terre-Neuve-et-Labrador située sur l'île de Terre-Neuve. Elle relie trois communautés à la route 210. Bay de l'Eau est située tout juste à l'ouest de l'extrémité de la route 211, mais n'est pas rejointe par celle-ci. La section entre Grand le Pierre et English Harbour East n'est pas asphaltée. Terrenceville est reliée à la route 211 par la route 211-10.

## Communautés traversées
Liste des communautés traversées par la route 211 d'ouest en est :
- Grand le Pierre
- English Harbour East